# Stichstrecke

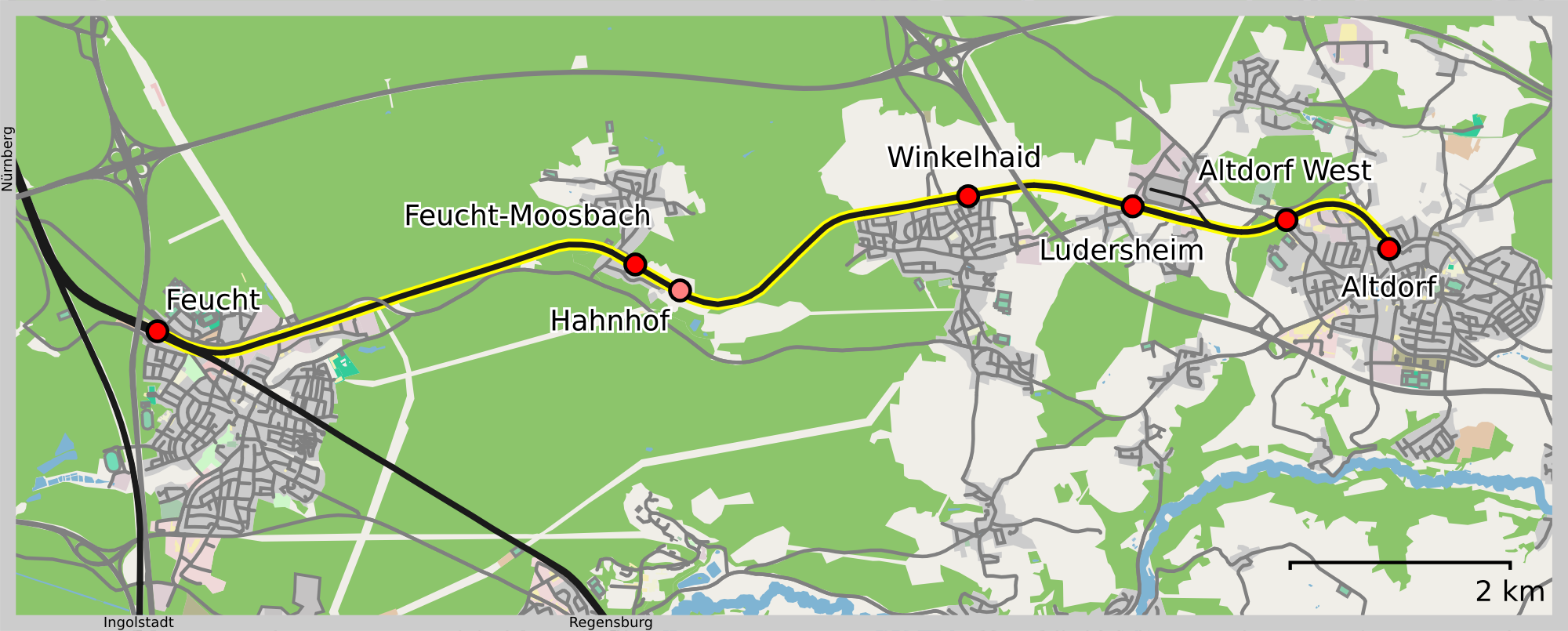
Die Bahnstrecke Feucht–Altdorf ist eine von der Hauptbahn Nürnberg–Regensburg abzweigende Stichstrecke.

Eine Stichstrecke (auch Stichlinie, im Schienenverkehr Stichbahn, in Österreich Flügelbahn, Flügelstrecke bzw. Flügellinie) ist 
- eine von einer Verkehrslinie (bzw. Bahnstrecke) oder aus einem Verkehrsnetz abzweigende Nebenstrecke, die an einem Ort ohne oder mit nur eingeschränkten Anschlussmöglichkeiten zu anderen öffentlichen Verkehrsmitteln endet (z. B. im ländlichen Raum, wobei auch Verbundgrenzen Anschlüsse einschränken können) oder
- eine von einer Verkehrslinie abzweigende kurze Strecke, die im Zuge eines durchgehenden Linienwegs mitbedient und dabei zweimal befahren wird (in den Linienweg A–B–C wird ein Abzweig zum Ort „o“ eingefügt: A–B→o→B–C).

Stichstrecken wurden angelegt, um Gebiete zu erschließen, die sonst über keine adäquate Verkehrsanbindung verfügen, insbesondere im ländlichen Raum. Auch wenn die Topographie einen Zugang zu einem Ort mit vertretbarem Aufwand nur aus einer Richtung erlaubt, so in Gebirgstälern, an Küsten oder an Ufern großer Seen und Flüsse, wurden Stichstrecken angelegt. Ein weiterer Grund sind vornehmlich in eine Richtung bestehende Verkehrsbeziehungen, zum Beispiel in Orten nahe einer politischen, Verwaltungs- oder Verbundgrenze.
Stichstrecken können auch durch Unterbrechung bestehender Verkehrsverbindungen, zum Beispiel Teilstilllegungen von Eisenbahnstrecken entstehen. Beispielsweise wurde die durchgehende Bahnstrecke Bünde–Bassum teilstillgelegt, verblieben ist eine Stichbahn Bünde–Rahden. Vielfach wurde mit solchen Stilllegungen die Gesamteinstellung einer Bahnstrecke vorbereitet, da die durchgehende Bedienung entfällt. Die Verbindung wird somit geschwächt. Heute wird häufig eine Reaktivierung solcher ehemaligen Teilstilllegungen diskutiert.
Stichstrecken sind auch bei Regionalbuslinien u. a. im Zuge der Umstrukturierung von Überland- zu Regionalnetzen entstanden. Viele Gemeinden im ländlichen Bereich sind dadurch nur noch aus einer Richtung erreichbar.
Vielfach nahm man mit Stichbahnen in Kauf, dass sich der Betrieb defizitär darstellte, da man mit dem Bahnanschluss beabsichtigte, die wirtschaftliche Situation in den erschlossenen Territorien zu verbessern. Teilweise sind oder waren Stichstrecken Teil einer Mischkalkulation – die Strecke selbst ist defizitär, aber durch sie können Beförderungsfälle über diese Strecke hinaus generiert werden, die derartig lukrativ sind, dass sie diese Verluste mehr als ausgleichen. Mit dem Bau von Straßen und dem Beginn des Individualverkehres verloren viele Stichbahnen ihre Bedeutung und wurden stillgelegt.
Befindet sich am Ende der Stichstrecke lediglich ein Haltepunkt oder ein unbesetzter Bahnhof kann ein Stichstreckenblock eingerichtet sein, bei dem die gesamte Stichstrecke nach Einfahrt eines Zuges in die Strecke bis zu dessen Wiederkehr geblockt wird. Ein solcher Endbahnhof wird mitunter Stichbahnhof genannt.
Zu dem Begriff Stichstrecke besteht im Straßenverkehr eine Entsprechung mit Stichstraße (Sackgasse).